# Compagnie Minière d’Akouta

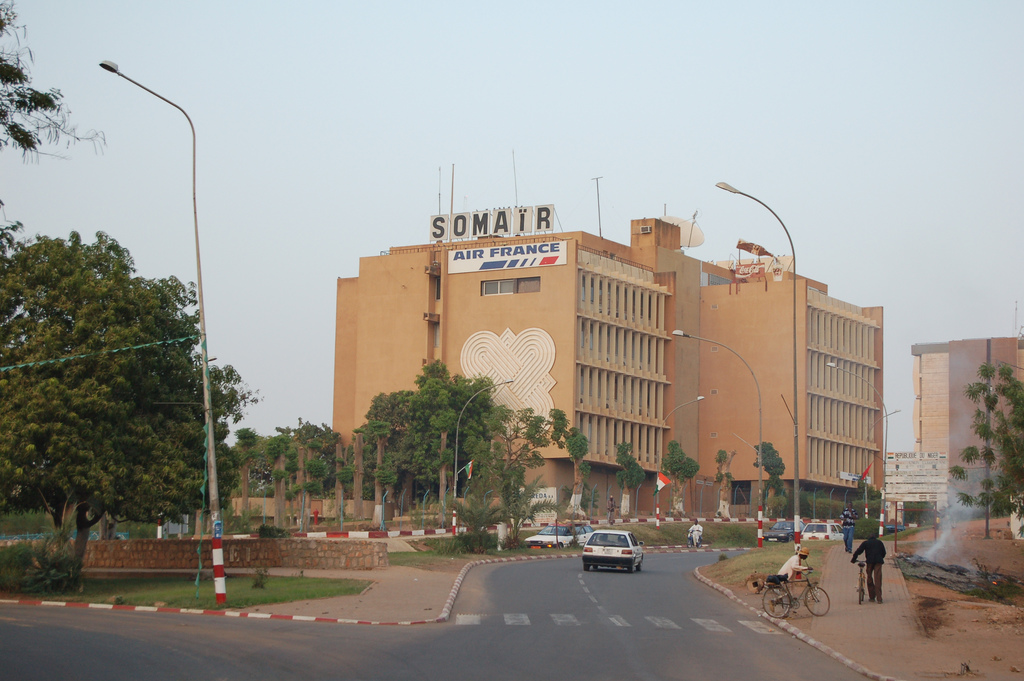
SONARA-Gebäude in Niamey, der Unternehmenssitz der COMINAK

Die Compagnie Minière d’Akouta (kurz COMINAK) ist ein Uranbergbau-Unternehmen in Niger, das mehrere Uranbergwerke im Norden des Landes betreibt.

## Unternehmensstruktur
Das Unternehmen mit der Rechtsform Société Anonyme (S. A.) und Sitz im SONARA-Gebäude in Niamey. Ihr Grundkapital beträgt 3,5 Milliarden CFA-Franc. Der französische Staatskonzern Orano (früher Areva) besitzt 34 % am Unternehmen. Der nigrische Staat ist über die Société du Patrimoine des Mines du Niger (SOPAMIN) mit 31 % beteiligt. Dem japanischen Konsortium Overseas Uranium Resources Development (OURD) gehören 25 % und dem spanischen Staatsunternehmen ENUSA Industrias Avanzadas 10 % der COMINAK-Anteile. Das Unternehmen beschäftigt 950 einfache Arbeiter und Angestellte, 194 Teamleiter und 55 höhere leitende Angestellte. Als Zulieferer sind 671 Personen tätig (Stand: 31. Dezember 2009).

## Geschichte
Die COMINAK ist die zweitälteste nigrische Uranbergbau-Gesellschaft nach der Société des Mines de l’Aïr (SOMAÏR). Sie wurde am 12. Juni 1974 gegründet, nachdem Niger, Frankreich und Japan 1970 ein Protokoll zur gemeinsamen Erkundung der Uranlagerstätte Akouta unterzeichnet hatten. Bis 1978 investierte die COMINAK geschätzte 54 Milliarden CFA-Francs in die Erschließung von Akouta, einschließlich der Errichtung einer Fabrik und der Anlage der Bergwerkssiedlung Akokan am Stadtrand von Arlit. Das Werk nahm 1978 seinen Betrieb auf. Später erschloss die die COMINAK weitere Uranvorkommen in Akola and Afasto bei Akouta. 1979 wurden 1781 Tonnen Uraninhalt produziert, 1981 mit 2103 Tonnen bereits mehr als die SOMAÏR. Ein weltweites Überangebot von Uran führte 1986 dazu, dass die COMINAK ihre Produktion drosselte. Der Weltmarktpreis je Kilogramm Uran sank von 500 Franc im Jahr 1989 auf 220 Franc im Jahr 1999. Beschäftigte die COMINAK 1989 noch über 2000 Personen, sank diese Zahl auf geschätzte 1233 im Dezember 1997. Die Mehrheitseigentümerin Areva und der nigrische Staat erneuerten 2001 die Bergbaulizenz. Die Areva geriet ins Visier von Umweltschützern, die eine erhöhte Radioaktivität in einem weiten Umkreis um die COMINAK-Abbaustätten maßen. Das Unternehmen bemühte sich daraufhin um die Erlangung von Umweltzertifikaten. Die COMINAK wurde 2003 und 2006 ISO-14001-zertifiziert. 2012 belief sich die Produktion auf 1506 Tonnen Uraninhalt. Am 31. März 2021 wurde die Produktion eingestellt.